# Kemeneshőgyész
Kemeneshőgyész község Veszprém vármegyében, a Pápai járásban.

## Fekvése
A Marcal folyó bal partján, Magyargencs és Szergény közt fekszik.

### Megközelítése
A környék főútjaitól viszonylag távol esik, központján annak főutcájaként a Rábaszentandrás déli szélétől Vönöckig vezető 8412-es út húzódik végig, ez kapcsolja össze a Kisalföld térségével és Celldömölk vonzáskörzetével is. A község központjában ér véget, az előbbi útba belecsatlakozva a 8405-ös út, amely Pápa és a 834-es főút irányában biztosít közúti összeköttetést a településen élők számára.
Vasútvonal nem érinti, a legközelebbi vasúti csatlakozási lehetőséget a Győr–Celldömölk-vasútvonal Vinár vasútállomása kínálja, a község központjától mintegy 9 kilométerre délre.

## Története
Kemeneshőgyész és környéke már a középkor előtt is lakott hely volt. Az itt folyó régészeti ásatások a falu külterületén még a középkorban elpusztult két település: Kagymat és Berhénd nyomait azonosították, de a külterületen számos, még fel nem tárt halomsír helyét is azonosította.
nevét 1272-ben említette először oklevél.
1290-ben Erzsébet királyné adománylevele említette a falu nevét Hyulgyz néven.
A Kemeneshőgyész a középkor folyamán ugyancsak elpusztult, csak a 18. század közepén települt újra a régi helyén.
A 18. és a 19. század során a településen lakott a helyi földbirtokos csengeri Háczky család. Háczky József (1741–1818) Vas vármegyei táblabíró, kemeneshőgyész] és magyargencsi földbirtokos, kétszer nősült meg: első felesége a nemesi salfai Szita Zsuzsanna (c.1741–1779), a második nejét, Háczky József feleségül vette 1781. július 1-jén Nemesviden miskei és monostori Thassy Rozália Borbála (1757–1812) kisasszonyt.
Háczky József leszármazottjai továbbra is éltek a településen míg dédunokája, ifjabb csengeri Háczky Kálmán (1858–1907), huszár hadnagy nem kényszerült eladnia a földbirtokait édesapja csengeri Háczky Kálmán (1828–1904]) 1848-as honvéd főhadnagy, országgyűlési képviselő adósságai miatt.
1910-ben 1296 magyar lakosa volt. Ebből 328 római katolikus, 924 evangélikus, 40 izraelita volt.
A 20. század elején Vas vármegye Celldömölki járásához tartozott.
1950-es megyerendezéstől Veszprém megyéhez (2023-tól vármegyéhez) tartozik.

## Közélete

### Polgármesterei
- 1990–1994: Horváth József (független)[7]
- 1994–1998: Horváth József (független)[8]
- 1998–2002: Ifj. Szabó József (független)[9]
- 2002–2006: Ifj. Szabó József (független)[10]
- 2006–2010: Szabó József (független)[11]
- 2010–2014: Molnár Veronika (független)[12]
- 2014–2019: Molnár Veronika (független)[13]
- 2019–2024: Kovács Tamás Imre (független)[14]
- 2024– : Kovács Tamás Imre (független)[1]

A településen a 2002. október 20-án megtartott önkormányzati választás érdekessége volt, hogy az országos átlagot jóval meghaladó számú, összesen 7 polgármesterjelölt indult. Ilyen nagy számú jelöltre abban az évben az egész országban csak 24 település lakói szavazhattak, ennél több (8 vagy 10) aspiránsra pedig hét másik településen volt példa.

## Népesség
A település népességének változása:
| Lakosok száma | 460  | 448  | 447  | 484  | 486  | 484  | 498  |
|               | 2013 | 2014 | 2015 | 2021 | 2022 | 2023 | 2024 |

A 2011-es népszámlálás során a lakosok 95,2%-a magyarnak, 1,9% németnek, 0,8% cigánynak mondta magát (4,8% nem nyilatkozott; a kettős identitások miatt az végösszeg nagyobb lehet 100%-nál). A vallási megoszlás a következő volt: római katolikus 24,6%, református 2,9%, evangélikus 56,7%, görögkatolikus 0,2%, felekezeten kívüli 2,3% (13,1% nem nyilatkozott).
2022-ben a lakosság 91,2%-a vallotta magát magyarnak, 0,6% németnek, 0,6% cigánynak, 0,4% románnak, 0,2-0,2% szerbnek, bolgárnak és ruszinnak, 1,6% egyéb, nem hazai nemzetiségűnek (8,6% nem nyilatkozott; a kettős identitások miatt a végösszeg nagyobb lehet 100%-nál). Vallásuk szerint 41,8% volt evangélikus, 23,7% római katolikus, 4,5% református, 0,2% izraelita, 0,8% egyéb katolikus, 5,3% felekezeten kívüli (23,5% nem válaszolt).

## Nevezetességei
- Római katolikus templom
- Evangélikus  templom
- Radó-kastély

## Itt éltek, dolgoztak
- Bellicz Jónás evangélikus lelkész itt hunyt el 1845. december 19-én.